# Kamil Bednarski
Kamil Bednarski (1985. október 11. –) lengyel származású német labdarúgó, jelenleg az SC Wiedenbrück 2000 játékosa.